# Maurides
Maurides (* 10. März 1994 in Colômbia; voller Name Maurides Roque Junior) ist ein brasilianischer Fußballspieler, der aktuell bei Radomiak Radom unter Vertrag steht.

## Karriere
Maurides begann seine Karriere beim SC Internacional. Im Mai 2012 debütierte er für die Profis von Internacional in der Série A, als er am zweiten Spieltag der Saison 2012 gegen Flamengo Rio de Janeiro in der Halbzeitpause für Josimar eingewechselt wurde. Bis Saisonende kam er zu sieben Einsätzen in der höchsten brasilianischen Spielklasse. In der Saison 2013 kam er zu keinem Einsatz, in der Saison 2014 wurde er einmal eingesetzt.
Im März 2015 wurde er an den Zweitligisten Atlético Goianiense verliehen. Für Goianiense kam er zu keinem Ligaeinsatz. Daraufhin wurde er im Juli 2015 nach Portugal an den FC Arouca weiterverliehen. Für Arouca kam er in der Saison 2015/16 zu 32 Einsätzen in der Primeira Liga, in denen er fünf Tore erzielte. Im Juli 2016 wurde er erneut verliehen, diesmal innerhalb Brasiliens an den Ligakonkurrenten Figueirense FC. Für Figueirense kam er bis zum Ende der Saison 2016 zu sechs Einsätzen in der Série A.
Nachdem Internacional in der Zwischenzeit aus der höchsten Spielklasse abgestiegen war, wechselte er im Januar 2017 erneut nach Portugal, wo er sich Belenenses Lissabon anschloss. In seinen eineinhalb Jahren bei Belenenses kam Maurides zu 45 Ligaeinsätzen, in denen er 14 Tore erzielte.
Zur Saison 2018/19 wechselte er nach Bulgarien zu ZSKA Sofia. Für Sofia kam er insgesamt zu 21 Einsätzen in der A Grupa, in denen er neun Tore erzielte. Nach einem halben Jahr in Bulgarien wechselte er im Februar 2019 nach China zum Zweitligisten Changchun Yatai. Nach einigen weiteren Stationen wurde er in der Winterpause am 1. Januar 2023 vom FC St. Pauli verpflichtet, kam aber immer nur zu Kurzeinsätzen in Ligaspielen in der 2. Bundesliga. Von Januar 2025 spielte er bis zum Juli 2025 auf Leihbasis bei Debreceni Vasutas SC in Ungarn. Im Sommer 2025 kehrte er zu Radomiak Radom zurück.

## Titel
- Deutscher Zweitligameister und Aufstieg in die Bundesliga: 2024

## Persönliches
Seine Brüder Muller (* 1990) und Maicon (* 1988) sind ebenfalls Fußballspieler.